# Hospital de San Juan de Dios (Sanlúcar de Barrameda)
El Hospital de San Juan de Dios de Sanlúcar de Barrameda fue un hospital católico situado en el municipio español de Sanlúcar de Barrameda, en la andaluza provincia de Cádiz. El lugar donde estaba forma parte del Conjunto histórico-artístico y de la Ciudad-convento de Sanlúcar de Barrameda.

## Historia
La noticia más antigua de sus existencia es de 1526 y está en las actas capitulares del cabildo. El elevado número de pequeños hospitales religiosos que había en España, provocaba que la mayoría de sus rentas se gastaran en la administración de los mismos, lo que dejaba poco caudal para la atención a los enfermos. Por ello en 1586 el rey Felipe II, instado por las Cortes, ordenó a los obispos que en cada lugar redujeran dichos hospitales en uno o dos. En Sanlúcar también existían multitud de hospitales: de Santiago, de la Santísima Trinidad, de Nuestra Señora de Gracia, de San Bartolomé, de la Asunción, de Santa Catalina, de San Pedro, de San Jorge, de Nuestra Señora de Guía y de la Santa Misericordia. Por esta orden real, todos ellos fueron agrupados en el Hospital de la Santa Misericordia, menos el Hospital de San Pedro, por estar bajo el patronato particular de la Casa de Medina Sidonia.  
Sin embargo en los años sucesivos hubo muchos desacuerdos entre los cofrades del Hospital de la Misericordia y de los otros hospitales, por lo que el VII duque de Medina Sidonia puso en 1590 al frente del primero, como caporal o director, a Juan Pecador, uno de los seguidores de San Juan de Dios, fundador de muchos hospitales en Andalucía. Junto a él se instalaron otros compañeros de la misma comunidad, a la que ya se le llamaba "religiosos de San Juan de Dios" durante la grave epidemia de peste que duró de 1648 a 1650, aunque no tomaron oficialmente este nombre hasta 1690, cuando su fundador fue canonizado.
En 1661 la ciudad le concedió al hospital de la Misericorcia, ya conocido como de San Juan de Dios, el privilegio de tener la única bótica permitida en el Barrio Alto del municipio, privilegio que le fue confirmado en 1757 por real cédula. 
El hospital y convento formaban un cuadro perfecto enmarcado por las calles de la Misericordia, Trillo y de los Monteros. La iglesia, situada en la calle Misercordia y Monteros , era de panta ovalada a excepción de la capilla mayor, que remataba en un cuadro. El claustro estaba decorado con pinturas de la vida del santo fundador de la orden. El hospital tenía 24 camas y la comunidad unos 24 religiosos, que se mantenían con las rentas de todos los hospitales que tuvo Sanlúcar y con lo que producía la botica. Tras ser desamortizado, actualmente el hospital es una bodega.